# スコラード累層
スコラード累層（スコラード層とも）はカナダ・アルバータ州南部にある白亜紀後期の地層の一つ。そこで見つかる化石は白亜紀後期と暁新世前期の中間期間のものを含んでおり、K-Pg境界の前、間、そして後の化石が同居している。その化石記録と優れた石炭産地であるがゆえに経済的な意味でも重要視されている。

## 堆積学
スコラード累層は主に砂岩とシルトで構成され、泥岩が介在する。上部には石炭層が見られ、わずかにベントナイトも含まれる。堆積物は山脈から河川系による西への流送と川の氾濫による浸食で堆積されたものと思われる。

## 層序学
スコラード累層はエドモントン層群の最上層として分類されることが多いが、より伝統的な分類ではパスカプー累層の一部に含まれていた。それは石炭の豊富な上部のアードリー石炭域と、石炭をさほど保存していない下部領域とに細分されるが、どちらの層もまだ正式な名前は与えられていない。

### 年代
恐竜や微生物の化石証拠や白亜紀の終末であることを示すイリジウムが堆積していることに基づき、アードリー石炭域の最下部には K-Pg境界が生じており、上層部が暁新世前期、下層部が白亜紀後期の地層であることを示している。

### 分布
スコラード累層は現在においてアルバータ州南部の準表層にある。そしてそれはレッドディア川沿岸に沿ってトロックーまでに渡り広範囲に露頭している。上層、下層共に東西に薄い。各層の厚さは、ロッキー山脈近くの300ｍから南部中央部付近の100ｍ未満の範囲に渡る。

### 他の地層との関係
スコラード累層は、アルバータ州南西部の平野の白亜紀後期のバトル累層、北西平野のワピチ累層、そして麓のブラゼアウ累層とは層序的に一致しない。パスカプー累層が侵食によって除去された場合、スコラード累層は表面に露出しているか、または第四紀の堆積物によって覆われていたと思われることから、パスカプー累層の堆積は層序学的には考慮すべきではない。
スコラードは、アルバータ平原南部にあるウィロークリーク累層およびアルバータ・フットヒルズのコールスパー累層と同時代の層である。上部のアードリー石炭域はコールスパー累層のコールスパー石炭域下部と層序的に一致する。そしてサスカチュワン州南部のレイヴンクラッグ累層下部とも同一である。白亜紀後期の層については、サスカチュワン州のフレンチマン累層、モンタナ州のヘルクリーク累層、ワイオミング州のランス累層と一致する。

## 古生物学
スコラード累層は古脊椎動物化石を豊富に保存している。特に恐竜が目立ち、哺乳類は稀で、植物は広範囲に渡って見られる。スコラード累層はK-Pg境界を跨いでいるため、そこで発見される恐竜は中生代最後のものであり、上部で発見される哺乳類は大量絶滅後の哺乳類の時代の黎明期のものということになる。

### 獣脚類
| スコラード累層から報告されている獣脚類 | スコラード累層から報告されている獣脚類 | スコラード累層から報告されている獣脚類 | スコラード累層から報告されている獣脚類 | スコラード累層から報告されている獣脚類 | スコラード累層から報告されている獣脚類 | スコラード累層から報告されている獣脚類 |
| 属                                     | 種                                     | 場所                                   | 層序的位置                             | 標本                                   | メモ                                   | 画像                                   |
| -------------------------------------- | -------------------------------------- | -------------------------------------- | -------------------------------------- | -------------------------------------- | -------------------------------------- | -------------------------------------- |
| cf. ドロマエオサウルス                 | 種不明                                 |                                        |                                        | 歯                                     | ドロマエオサウルス科                   |                                        |
| cf. パロニコドン                       | 種不明                                 |                                        |                                        |                                        |                                        |                                        |
| cf. リカルドエステシア                 | cf. R. gilmorei                        |                                        |                                        |                                        |                                        |                                        |
| cf. リカルドエステシア                 | cf. R. isosceles                       |                                        |                                        |                                        |                                        |                                        |
| cf. サウロルニトレステス               | cf. S. langstoni                       |                                        |                                        |                                        |                                        |                                        |
| トロオドン                             | 種不明                                 |                                        |                                        |                                        |                                        |                                        |
| ティラノサウルス                       | T. rex                                 |                                        |                                        |                                        |                                        |                                        |

### 鳥盤類
| スコラード累層から報告されている鳥盤類 | スコラード累層から報告されている鳥盤類 | スコラード累層から報告されている鳥盤類 | スコラード累層から報告されている鳥盤類 | スコラード累層から報告されている鳥盤類 | スコラード累層から報告されている鳥盤類 | スコラード累層から報告されている鳥盤類 |
| 属                                     | 種                                     | 場所                                   | 層序的位置                             | 標本                                   | メモ                                   | 画像                                   |
| -------------------------------------- | -------------------------------------- | -------------------------------------- | -------------------------------------- | -------------------------------------- | -------------------------------------- | -------------------------------------- |
| アンキロサウルス                       | A magniventris                         |                                        |                                        |                                        |                                        |                                        |
| エドモントサウルス                     | E. annectens                           |                                        |                                        |                                        |                                        |                                        |
| レプトケラトプス                       | L. gracilis                            |                                        |                                        |                                        |                                        |                                        |
| パキケファロサウルス                   | 種不明                                 |                                        |                                        |                                        |                                        |                                        |
| テスケロサウルス                       | T. edmontonensis                       |                                        |                                        |                                        | 参考 Thescelosaurus sp.                |                                        |
| トリケラトプス                         | T. horridus                            |                                        |                                        |                                        |                                        |                                        |